# Dušan Šrubař
Dušan Šrubař (* 9. prosince 1957) je bývalý český fotbalista, záložník.

## Fotbalová kariéra
V československé lize hrál za Baník Ostrava a na vojně za Duklu Praha. Dal 3 ligové góly. Ve druhé lize hrál i za VTJ Tábor, TŽ Třinec a Baník Havířov. S Baníkem získal v roce 1980 ligový titul. V Poháru vítězů pohárů nastoupil v 5 utkáních a v Poháru UEFA nastoupil ve 2 utkáních.

## Ligová bilance
| Ročník                                   | Zápasy | Góly | Klub          |
| ---------------------------------------- | ------ | ---- | ------------- |
| 1. československá fotbalová liga 1978/79 | 21     | 2    | Baník Ostrava |
| 1. československá fotbalová liga 1979/80 | 10     | 1    | Baník Ostrava |
| 1. československá fotbalová liga 1979/80 | 2      | 0    | Dukla Praha   |
| Česká národní fotbalová liga 1981/82     | 14     | 0    | VTJ Tábor     |
| 1. československá fotbalová liga 1981/82 | 5      | 0    | Baník Ostrava |
| Česká národní fotbalová liga 1982/83     | 30     | 7    | TŽ Třinec     |
| Česká národní fotbalová liga 1983/84     | 30     | 2    | TŽ Třinec     |
| 1. československá fotbalová liga 1984/85 | 5      | 0    | Baník Ostrava |
| 1. československá fotbalová liga 1985/86 | 1      | 0    | Baník Ostrava |
| Česká národní fotbalová liga 1987/88     | 22     | 0    | Baník Havířov |
| Česká národní fotbalová liga 1988/89     | 7      | 0    | Baník Havířov |
| CELKEM 1. liga                           | 44     | 3    |               |